# David L. Jacobs
David L. Jacobs (* 1. Oktober 1933 in Montreal, Kanada) ist ein ehemaliger kanadischer Skiläufer. 1978 gründete er das Ski-Textilunternehmen Spyder und ist bis heute dessen Geschäftsführer.

## Leben
David Jacobs war Mitglied des Canadian-National-Ski-Teams, bevor ein Beinbruch seiner Karriere ein Ende setzte. Er war später der erste hauptberufliche Ski-Nationaltrainer von Kanada. Als Absolvent des Massachusetts Institute of Technology vermisste er funktionale Ski-Oberbekleidung, daher begann er 1978 mit der Entwicklung gepolsterter Ski-Rennanzüge für seine Söhne Jake und Bill unter dem Namen „Spyder“.

## Erfolge
- David Jacobs in der Hall of Fame (PDF; 72 kB)

| Personendaten    | Personendaten                         |
| ---------------- | ------------------------------------- |
| NAME             | Jacobs, David L.                      |
| KURZBESCHREIBUNG | kanadischer Skiläufer und Unternehmer |
| GEBURTSDATUM     | 1. Oktober 1933                       |
| GEBURTSORT       | Montreal, Kanada                      |